# بياروم حلبي
بياروم حلبي (الاسم العلمي:Biarum aleppicum) هو نوع من النباتات يتبع جنس البياروم من الفصيلة اللوفية.